# Lada 110/VAZ-2110

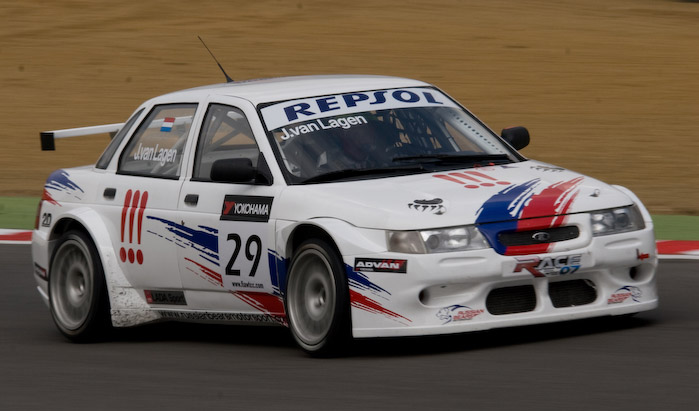
El Lada 110 WTCC durante una carrera del World Touring Car Championship.

El Lada 110/VAZ-2110 es un automóvil fabricado en Rusia por el fabricante AvtoVAZ desde 1995. De este modelo se han derivado dos variantes: el 111 familiar y el 112 hatchback. Este fue uno de los primeros Lada producidos después de la caída del comunismo, pero antes de la llegada de las inversiones desde el extranjero y las relaciones con otras empresas que influenciaron a la dirección de la empresa.

## Historia
El desarrollo del 110 comenzó a principios de los años 1990, al presentar un prototipo con carrocería coupé llamado Katran 1.6i, que fue presentado y exhibido por primera vez en la fábrica que AvtoVAZ posee en la ciudad rusa de Toliatti en 1991. Debido a la falta de financiación e inversión, el proyecto se quedó en punto muerto, pero el diseño del prototipo fue revisado hacia 1995, cuando comenzó el trabajo en la serie 110, y se pudo ver una clara evolución en las formas del Katran para parecerse más al 110.
El 110 disfrutó de un éxito en el número de ventas moderado en el mercado nacional de su país; eclipsado por una serie de problemas recurrentes de fiabilidad en las unidades más tempranas.
El 110 cuenta con un motor de cuatro cilindros en línea y 1,6 L de cubicaje que produce una cifra aproximada de 90 cv. La producción del motor comenzó siendo con 8 válvulas, pasando a motores con 16 vávulas posteriormente. El coche pesa en total alrededor de los 1050 kilos.
Los Lada 110, 111 y 112 fueron ligeramente rediseñados hacia 2007 y relanzados como Lada Priora.

## Competición
El Lada 110 fue inscrito en la temporada 2008 del WTCC por el equipo Russian Bears Motorsport, con Viktor Shapovalov (#28) y Jaap van Lagen (#29) como conductores.
Team LADA Sport comenzó la siguiente temporada con un trío de 110 pilotados por Jaap Van Lagen, Kirill Ladygin y Viktor Shapovalov. El equipo sustituyó al 110 por los Prioras a lo largo de la temporada.

## Véase también

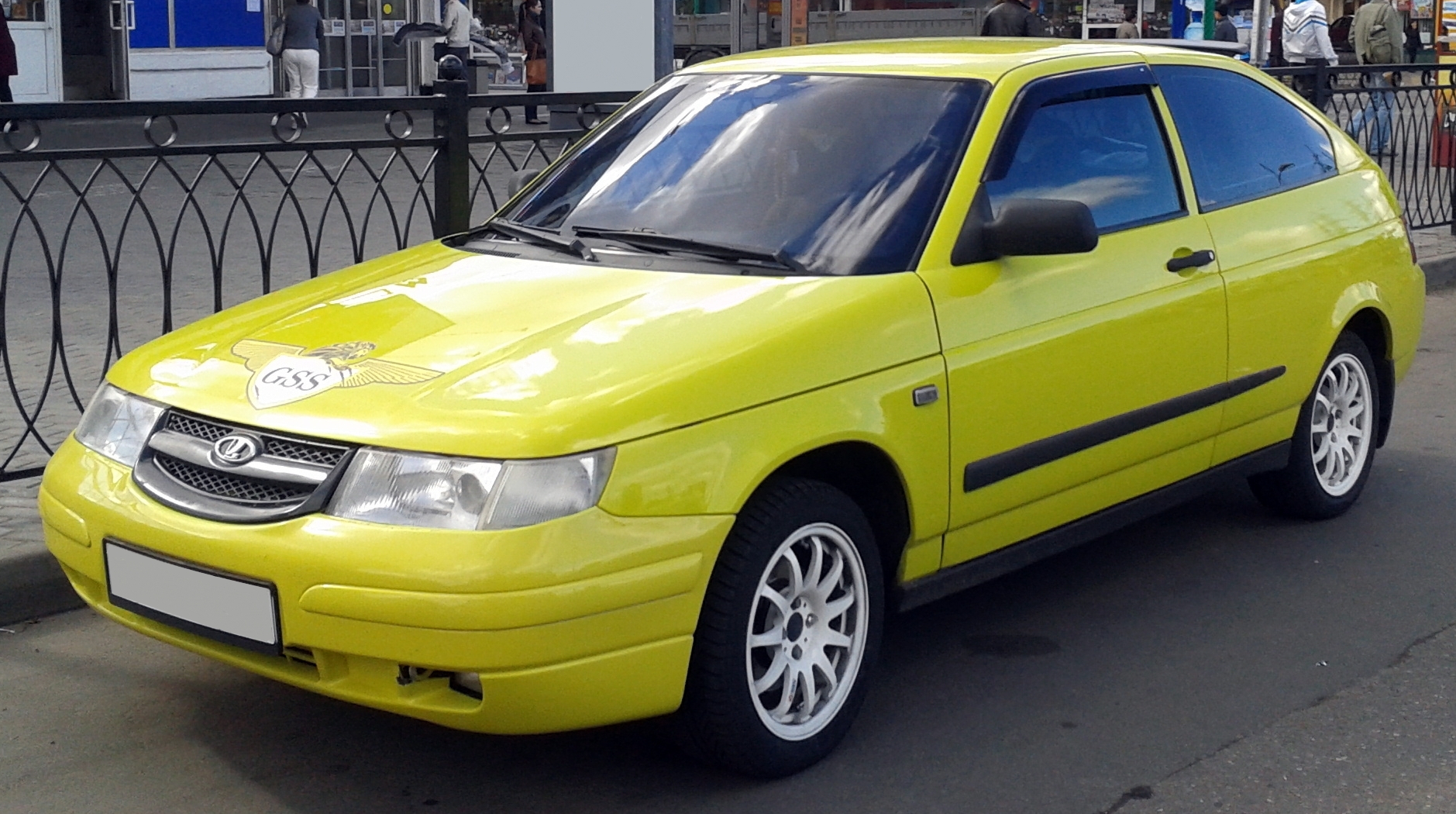
Lada 112 Coupe